# Zoran Ferić
Zoran Ferić (ur. 2 czerwca 1961 w Zagrzebiu) – chorwacki pisarz i nauczyciel, od 2018 przewodniczący Chorwackiego Stowarzyszenia Pisarzy.

## Życiorys
W 1988 roku ukończył studia na Wydziale Filozoficznym Uniwersytetu w Zagrzebiu. Pracuje jako nauczyciel języka chorwackiego w szkole średniej.
Wydał m.in. zbiór opowiadań Mišolovka Walta Disneya i Anđeo u ofsajdu. Jego twórczość charakteryzuje się m.in. groteską, czarnym humorem i motywami zaskakujących zbiegów okoliczności, obsesji i chorób.
W 2018 roku został przewodniczącym Chorwackiego Stowarzyszenia Pisarzy (chorw. Hrvatsko društvo pisaca).

## Wybrana twórczość
- Mišolovka Walta Disneya (1996)
- Anđeo u ofsajdu (2000)
- Smrt djevojčice sa žigicama (2002)
- Otpusno pismo (2003)
- Djeca Patrasa (2005)
- Kalendar Maja (2011)
- Apsurd je zarazna bolest (2012)
- Na osami blizu mora (2015)[1]